# Kościół św. Rafała Kalinowskiego w Kluszkowcach
Kościół św. Rafała Kalinowskiego w Kluszkowcach – rzymskokatolicki kościół parafialny znajdujący się w Kluszkowcach, w dekanacie Niedzica, w archidiecezji krakowskiej, w gminie Czorsztyn, przy ul. Słonecznej.

## Historia
Kościół budowano w latach 1989-2000. Konsekracja odbyła się 5 sierpnia 2000 r. Dokonał jej metropolita krakowski kardynał Franciszek Macharski.

## Msze święte
W niedziele i święta:
9:30, 11:30, 19:00 (czas letni), 17:30 (czas zimowy)
W dni powszednie:
6:30, 19:00 (czas letni), 17:30 (czas zimowy)